# Loglan
 (décembre 2012).
Si vous disposez d'ouvrages ou d'articles de référence ou si vous connaissez des sites web de qualité traitant du thème abordé ici, merci de compléter l'article en donnant les références utiles à sa vérifiabilité et en les liant à la section « Notes et références ».
Le loglan, langue construite initiée en 1955 par le docteur James Cooke Brown, conçue pour une recherche linguistique sur l'hypothèse Sapir-Whorf. 
Le but était de créer une langue suffisamment expressive en logique et suffisamment bien conçue pour améliorer le mode de pensée de ses locuteurs, afin de démontrer l'hypothèse qu'une langue différente engendre un mode de pensée différent. L'idée n'était pas nouvelle : déjà le père de John Stuart Mill avait enseigné à son fils le grec ancien dès l'âge de trois ans, jugeant cette langue plus favorable que l'anglais à une pensée claire.
Le loglan vise à être aussi culturellement neutre que possible, logiquement et linguistiquement puissant ─ incluant toutes les fonctions expressives des langues existantes (comme le temps, la localisation) ─, métaphysiquement intéressant (par exemple, le locuteur n'est pas obligé d'exprimer n'importe quelle fonction du temps), totalement régulier et sans équivoque. Il utilise des phonèmes simples et utilisables par un maximum de locuteurs de langues diverses. La structure grammaticale en a été systématisée, comme pour l'espéranto.
La grammaire de la langue se fonde sur la logique (Loglan est l'abréviation de logical language), ce qui devait la rendre intéressante pour les communications entre homme et machine lorsqu'on n'avait pas eu l'idée des interfaces graphiques. Robert A. Heinlein mentionne cette langue dans son roman de science-fiction The Moon Is a Harsh Mistress/Révolte sur la Lune. 
Le docteur Brown a fondé l'Institut du loglan pour développer sa langue et d'autres applications. Il a toujours considéré cette langue comme incomplète. Il n'a pas présenté au grand public les rapports qu'il affirme avoir établis. Pour cette raison s'est formé plus tard le Groupe de Langue Logique pour créer le lojban, fondé sur les mêmes principes, mais librement disponible et visant à devenir langue réelle.